# Adam Mucci
Adam Mucci es un actor estadounidense.

## Primeros años
Mucci nació en Hoboken, Nueva Jersey, y creció en Hasbrouck Heights, NJ. Jugó fútbol americano y tenis en la Universidad del estado de Western Connecticut y formó parte del equipo universitario de ambos deportes, durante esa época también actuaba en obras del instituto. Su hermana, Stacey Raymond, también se dedica a la actuación. 
En 1996 se graduó en la Rutgers Mason Gross School of the Arts. Pero a los 23 años de edad, cuando conoció a Gary Epstein, su representante y amigo, Epstein le dijo que era un actor de carácter que probablemente no trabajaría hasta dentro de diez o quince años. "Necesitaba algunos años en mi rostro para el tipo de personaje que interpretó", declaró Mucci. Mientras tanto, durante ocho años y medio, trabajó como guardia de seguridad en el Centro Médico de la Universidad de Hackensack, como camarero y vendiendo máquinas de helados.

## Carrera
El papel que lo dio a conocer como actor fue el del agente Harold Reinecke en la película Public Enemies (2009) de Michael Mann. Además ha filmado alrededor de 60 comericiales para televisión y ha tenido papeles como invitado en series como Law & Order: Criminal Intent y Blue Blood. También trabajó junto a Al Pacino en la película de HBO You Don't Know Jack (2010).
Mientras se disponía a viajar a Los Ángeles para asistir a la premier de Public Enemies, recibió una llamada de su representante sobre un papel en el episodio piloto de la serie Boardwalk Empire dirigido por Martin Scorsese. El episodio comenzaba en Nueva York un día después de la premier. La directora de casting, Ellen Lewis, le dijo: "Si voy a recomendarte para el papel, no puedes ir a la premiere"; Mucci no viajó a Los Ángeles y luego declararía: "Creo que tomé una muy buena decisión". En la serie interpreta a Deputy Raymond Halloran, el secuaz del Sheriff Eli Thompson (Shea Whigham), "básicamente, él hace lo que le ordenan y busca avanzar", dice Mucci sobre su personaje.
Mucci había actuado en dos episodios de Los Soprano, otra serie de HBO, interpretando a Eric DeBenedetto, el que se casa con la hija de Johnny Sack. Para Boardwalk Empire también hizo pruebas para los papeles de Van Alden, "Big Jim" Colosimo y Johnny Torrio, antes de conseguir el papel de Halloran.

## Filmografía

### Películas
- Bronx Warrants (telefilme, 2012)
- Men in Black 3 (2012)
- You Don't Know Jack (telefilme, 2010)
- Enemigos públicos (2009)
- Will Ferrell: You're Welcome America - A Final Night with George W Bush (telefilme, 2009)
- Revolutionary Road (2008)
- Descent (2007)
- Little Children (2006)
- The Thing About My Folks (2005)
- It Runs in the Family (2003)
- The Family Man (sin acreditar, 2000)

### Series de TV
- Boardwalk Empire (2010-2011)
- Blue Bloods (2010)
- Law & Order: Criminal Intent (2009)
- Los Soprano (2006)
- Chappelle's Show (2003)
- Law & Order: Special Victims Unit (2002)
- Law & Order (2001)
- Third Watch (2000)